# San Leone I
San Leone I är en församlingskyrka och titelkyrka i Rom, helgad åt den helige påven Leo I. Kyrkan, som konsekrerades år 1952, är belägen vid Via Prenestina i kvarteret Prenestino-Labicano i östra Rom. 
Kyrkan uppfördes mellan 1950 och 1952, efter ritningar av Giuseppe Zander. Fasaden har tre reliefer av Luigi Venturini. Interiören har glasmålningar med temat De tio budorden, utförda av János Hajnal.
Absidens halvkupol är smyckad med mosaiken Den helige påven Leo I:s möte med Attila, även den ett verk av János Hajnal.

## Titelkyrka
San Leone I stiftades som titelkyrka av påve Paulus VI år 1965.
Kardinalpräster
- Lorenz Jäger: 1965–1975
- Vakant: 1975–1979
- Roger Etchegaray: 1979–1998
- Karl Lehmann: 2001–2018
- Sergio Obeso Rivera: 2018–2019
- Cristóbal López Romero: 2019–